# Mastro birraio

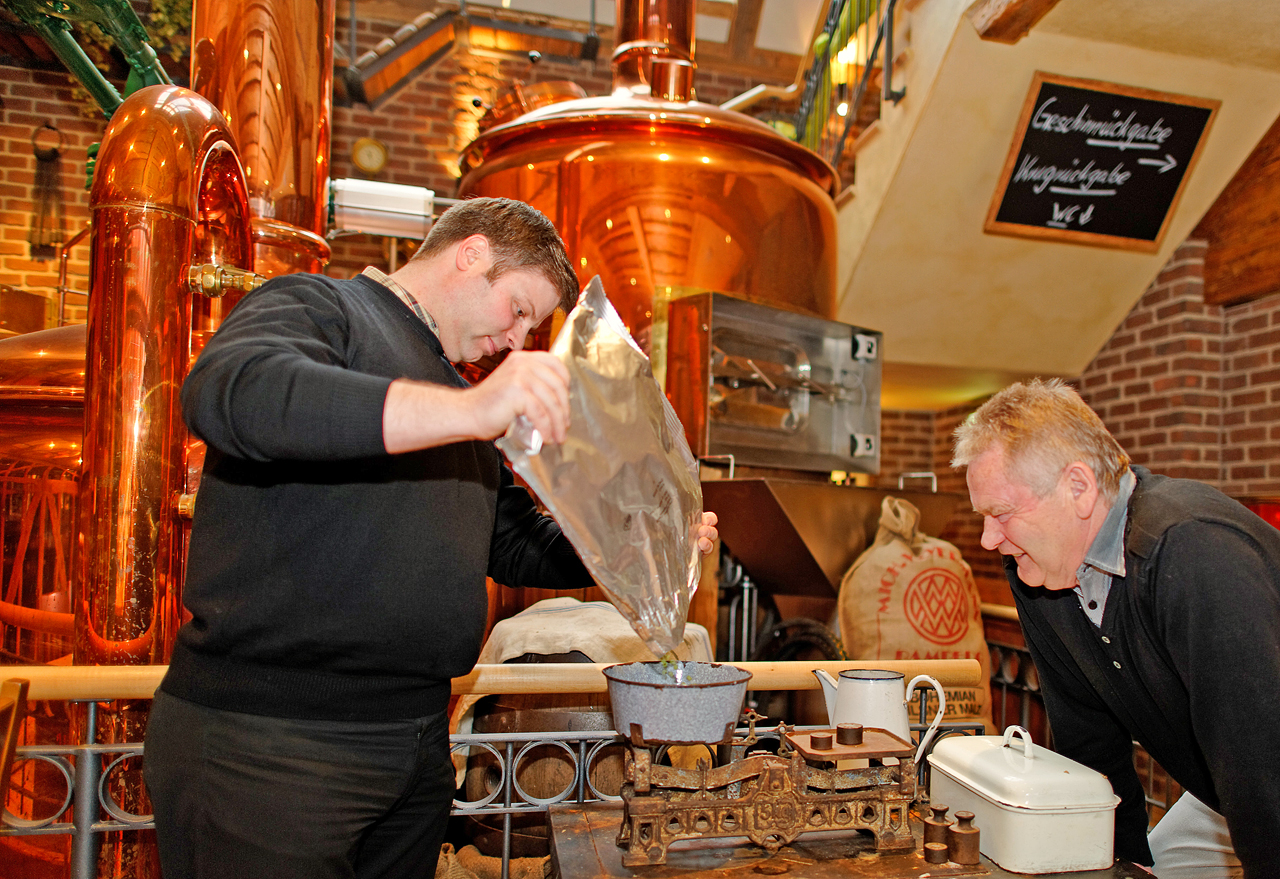
Pesatura del luppolo

Il mastro birraio rappresenta una figura professionale di un addetto alla preparazione della birra.

## Descrizione
Un mastro birraio deve saper apprendere l'arte di miscelare malto, lievito, luppolo all'acqua, in modo da ottenere un buon gusto oltre alla giusta effervescenza. Spesso i più antichi birrifici erano iniziati con una di queste figure professionali. In Italia è recentemente nato il centro di ricerca italiano sulla birra (CERB) che promuove la ricerca, la sperimentazione e le analisi nel settore della birra.
Inoltre nel 2008 l'Università di Perugia, ha attivato un master universitario in "tecnologie birraie".
In Germania viene riconosciuta a livello nazionale come una professione per la quale esistono specifiche leggi sia per quanto riguarda la formazione del personale sia una sull'artigianato. Sempre in Germania, per divenire mastro birraio bisogna seguire un corso con una durata di tre anni dove lo studente, oltre alle lezioni teoriche, è tenuto a svolgere delle attività all'interno di un birrificio. Per quanto riguarda le materie teoriche, il futuro mastro birraio otterrà una formazione in diversi ambiti, tra cui biochimica, biologia, meccanica, botanica ed elettronica.